# Bogdanovitj (stad)
Bogdanovitj (ryska Богданович) är en stad i Sverdlovsk oblast i Ryssland vid Kunarafloden, öster om Jekaterinburg. Folkmängden uppgår till cirka 30 000 invånare.

## Historia
Staden grundades 1883–1885 som en bosättning kring järnvägsstationen, som öppnades 1885. Stadsrättigheterna erhölls 1947.